# Xavier Marmier

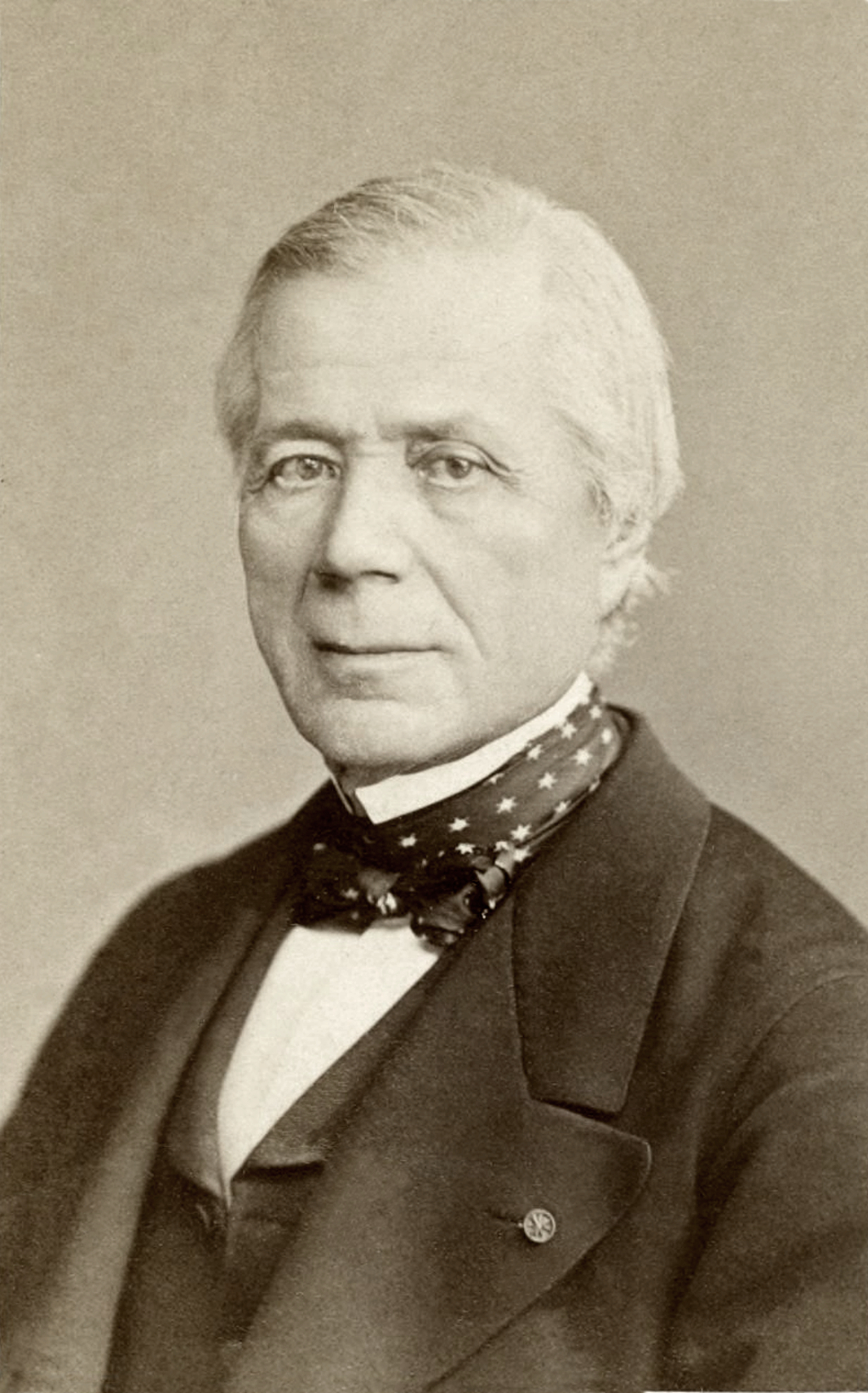
Xavier Marmier (1802)

Xavier Marmier (* 22. Juni 1808 in Pontarlier; † 11. Oktober 1892 in Paris) war ein französischer Reiseschriftsteller, Germanist und Mitglied der Académie française.

## Leben

### Anfänge
Xavier Marmier, dessen Vater Zollbeamter war, wuchs als zweites von 6 Kindern an verschiedenen Orten des Départements Doubs auf. Mit 19 Jahren ging er nach Besançon und wurde von dem Bibliothekar Charles Weiss (1779–1866) gefördert, der ihn 1829 an seinen Freund Charles Nodier in Paris empfahl, wo er mit Alfred de Vigny in Kontakt kam. Eine Stelle als Schlossbibliothekar von François Philibert de Caumont (1772–1854) in Chandai erlaubte ihm 1830 die Veröffentlichung eines Gedichtbandes (Esquisses poétiques), der Vigny gewidmet war und von Sainte-Beuve, der ihm zum Freund wurde, eine günstige Besprechung erfuhr. Die Julirevolution von 1830 ermöglichte ihm die Herausgabe von Zeitungen in Vesoul und Besançon und Ende 1831 die Publikation eines zweiten Gedichtbandes (Nouvelles esquisses poétiques).

### Reisen durch Deutschland und Skandinavien
Von Ende 1832 bis Anfang 1835 reiste er, seinem Entdeckungsdrang folgend, durch Deutschland, lernte die Sprache und kam mit Tieck, Schwab, Uhland, Chamisso, Holtei und den Brüdern Grimm in Berührung. Durch zahlreiche Artikel, mehrere Bücher und durch Übersetzungen der Klassiker wies er sich als bester französischer Kenner des damaligen Deutschland aus und als eine Art Nachfolger der Madame de Stael. Wenn er nicht reiste, hielt er sich meist in Leipzig auf, deren Universität ihm 1839 einen Ehrendoktor verlieh.
1836 begleitete er auf dem Schiff La Recherche die wissenschaftliche Expedition nach Island unter Leitung von Paul Gaimard und berichtete darüber in  Aufsehen erregender Weise in der Revue des Deux Mondes und in dem Buch Lettres sur l’Islande (1837).
1837 reiste er im Auftrag des Unterrichtsministers François Guizot über Hamburg und Kiel nach Dänemark, um sich über das dortige Unterrichtswesen zu informieren. Er besuchte Adam Oehlenschläger, dessen Tochter er beinahe geheiratet hätte, Hans Christian Andersen,  Ingemann, Grundtvig, Winther, Heiberg, Hertz, Christian Molbech (1783–1857), Finnur Magnússon, Rafn, sowie König Friedrich VI. und Prinz Christian VIII.
Im Juni 1837 reiste er von Dänemark aus nach Schweden, besuchte in Lund Tegnér,  Reuterdahl, Thomander und Gleerup. In Stockholm traf er in König  Karl XIV. Johann seinen Landsmann Bernadotte, fand aber außer Atterbom keine Dichter. Er besichtigte das Bergwerk von Falun. Er traf kurz mit Geijer zusammen und reiste über Oslo nach Stockholm zurück. Im Frühjahr 1838 traf er in Uppsala außer Atterbom und Geijer noch Franzén und Wallin, ferner in Stockholm Fredrika Bremer und Adolf Ivar Arwidsson.
Ab Ende Mai 1838 nahm er an einer weiteren Expedition unter Gaimard teil. Es ging über Oslo, Trondheim, Tromsø und Hammerfest zum Nordkap, von da über Kautokeino und Karesuando nach Haparanda und Umeå, wo er Grafström besuchte. Am 11. Oktober 1838 verließ er Stockholm und reiste über Lübeck zurück nach Frankreich.